# Lipo-hipertrofia
Lipo-hipertrofia é uma alteração caracterizada pelo aparecimento de nódulos sob a pele causados pelo acúmulo de gordura em locais submetidos a múltiplas injeções subcutâneas de insulina. É uma complicação crônica do diabetes e ocorre devido ao estimulo da insulina sobre o crescimento do tecido adiposo na região. O nódulo pode ser incômodo, doloroso e pode alterar o tempo e a eficácia da ação da insulina, exigindo doses maiores e mais variáveis de insulina para atingir a glicemia ideal.
A hipertrofia típica do local de injeção é de vários centímetros de diâmetro, suavemente arredondada e um pouco mais firme que a gordura subcutânea comum. Também pode haver algum tecido cicatricial, mas o principal componente é o tecido adiposo, já que a insulina exerce um efeito hipertrófico sobre as células adiposas.  A lipo-hipertrofia faz com que o local se torne endurecido e perca a sensibilidade, o que é um dos fatores pelo qual os indivíduos prefiram aplicar sempre no mesmo local. Contudo, para evitá-la, as pessoas com diabetes mellitus que injetam insulina diariamente por um período prolongado de tempo, são aconselhadas a rotacionar suas injeções entre as áreas do corpo. As regiões recomendadas para aplicação são a face posterior do braço, a parede abdominal, a face anterior da coxa e quadrante superior externo do glúteo. 
A lipo-hipertrofia geralmente desaparece gradualmente ao longo dos meses se as injeções na área forem evitadas.